# Lomashasha
Koordinaten: 25° 59′ S, 32° 0′ O
Lomashasha (auch: Lomahasha) ist ein Ort in Eswatini. Er liegt im Norden des Landes in der Region Lubombo und an der Grenze zwischen Mosambik und Eswatini. Der Ort liegt etwa 541 Meter über dem Meeresspiegel.

## Geographie
In Lomashasha beginnt die MR3, die nach Süden verläuft. In Mosambik liegt auf der gegenüberliegenden Seite der Grenze der Ort Namaacha. Von Lomashasha aus zieht sich die Grenze nach Norden zu dem Dreiländereck von Südafrika, Eswatini und Mosambik am Berg Mpondweni in etwa 4 km Entfernung. Straßen parallel zur Nordgrenze verbinden den Ort mit Nkalashane und Tsambokhulu im Westen.